# Musikjahr 1694
Liste der Musikjahre

◄◄ | ◄ | 1690 | 1691 | 1692 | 1693 | Musikjahr 1694 | 1695 | 1696 | 1697 | 1698 | ► | ►►

Weitere Ereignisse
Dieser Artikel behandelt das Musikjahr 1694.

## Ereignisse
- Clamor Heinrich Abel tritt als Stadtmusikus in Bremen seine letzte Anstellung an.[1]
- Tomaso Albinoni tritt erstmals als Komponist mit einer Oper Zenobia, regina de Palmireni und einer Sammlung von Instrumentalwerken (12 Suonate a tre op. 1) an die Öffentlichkeit. Aufgrund seines handwerklichen Hauptberufs als ausgebildeter Spielkartenhersteller im elterlichen Betrieb ist er nicht darauf angewiesen, mit Musik seinen Lebensunterhalt zu verdienen, und bezeichnet sich selbst als „dilettante veneto“ (venetianischer Amateur). Zenobia ist der Beginn eines umfangreichen Opernschaffens. Von nun an komponiert Albinoni im Durchschnitt ein bis zwei Opern pro Jahr.
- 11. Mai: Johann Sebastian Bachs Mutter Elisabeth Lemmerhirt stirbt. Sein Vater Johann Ambrosius Bach heiratet am 27. November die Witwe Barbara Margaretha Bartholomäi, geborene Keul. Aber diese Ehe wird nicht lange dauern, da Ambrosius schon am 20. Februar 1695 stirbt.
- Der deutsche Komponist und Arzt Johann Philipp Förtsch wird Leibarzt und Hofrat des Fürstbischofs von Lübeck August Friedrich von Schleswig-Holstein-Gottorf, der in Eutin residiert.

### Uraufführungen

#### Bühnenwerke

##### Oper
- 25. Januar: Die Uraufführung der Oper Xerse von Giovanni Bononcini findet im Tordinona in Rom statt.
- 15. März: Uraufführung der Tragédie lyrique Céphale et Procris von Élisabeth Jacquet de La Guerre (Musik) mit einem Libretto von Joseph-François Duché de Vancy im Palais Royal der Pariser Oper.
- Zwei Masques des englischen Komponisten John Eccles werden in London uraufgeführt:
  - Macbeth nach William Shakespeare
  - The Rape of Europa (Libretto von Peter Anthony Motteux)
- In Neapel hat die Oper Pirro e Demetrio von Alessandro Scarlatti Premiere.
- Francesco Gasparini – Il Roderico

##### Jesuitenmusik
- Das Schuldrama Fidei, ac perfidiae exampla in Pertharito ab Unulfo et Garibaldo demonstrata … (C. App. 26) von Heinrich Ignaz Franz Biber auf den Text von Vitus Kaltenkrauter wird in Salzburg uraufgeführt (nur Text erhalten).

### Instrumentalmusik

#### Kammermusik
- Tomaso Albinoni – 12 Sonata a tre op. 1 (veröffentlicht bei Sala in Venedig)
- Dieterich Buxtehude – VII suonate, op. 1
- Arcangelo Corelli – 12 Triosonaten da camera, op. 4 (Sonate a tre, Rom)
- Philipp Heinrich Erlebach – VI Sonate à Violino e Viola da Gamba col suo Basso Continuo (1694)[2]
- Johann Jakob Walther – Wohlgepflanzter Violinischer Lustgarten. (2. Auflage von Hortulus chelicus).
- Johann Paul von Westhoff – Sonate a Violino solo con basso continuo

### Vokalmusik
- Henry Purcell komponiert ein Anthem für die Trauerfeier der Königin Maria II. von England.
- Für den Cäcilientag des Jahres 1694 komponiert Henry Purcell sein Te Deum und Jubilate. Es handelt sich um das erste englische Te Deum mit Orchesterbegleitung.

### Lehrwerke
- Heinrich Ignaz Franz Biber – Singfundament (C. 147), eine elementare Musik- und Singlehre, die Biber für seine damals etwa 17 Jahre alte Tochter Anna Magdalena Biber (1677–1742) verfasste.

### Instrumentenbau

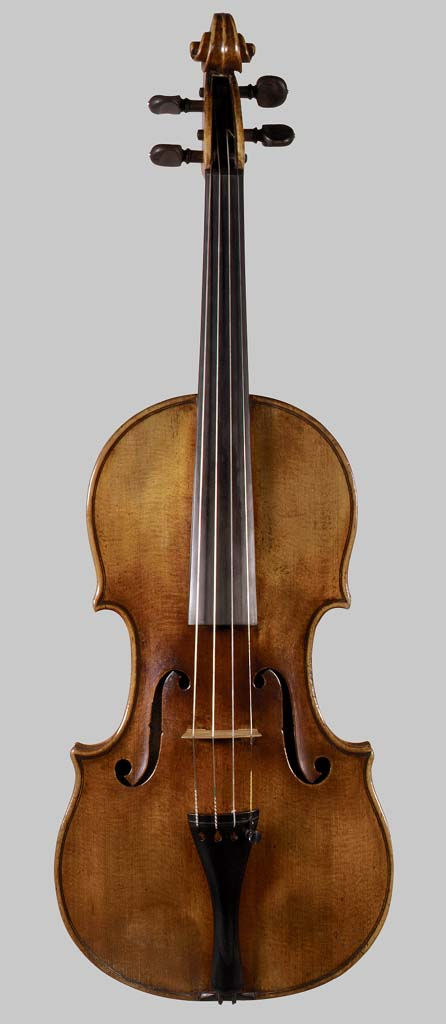
Die Violine Francesca von Antonio Stradivari

- In der Werkstatt von Antonio Stradivari werden die heute unter den Namen Baillot-Pomerau, Fetzer, Rutson und Francesca bekannten Violinen sowie das Cello des Cuarteto Real hergestellt.

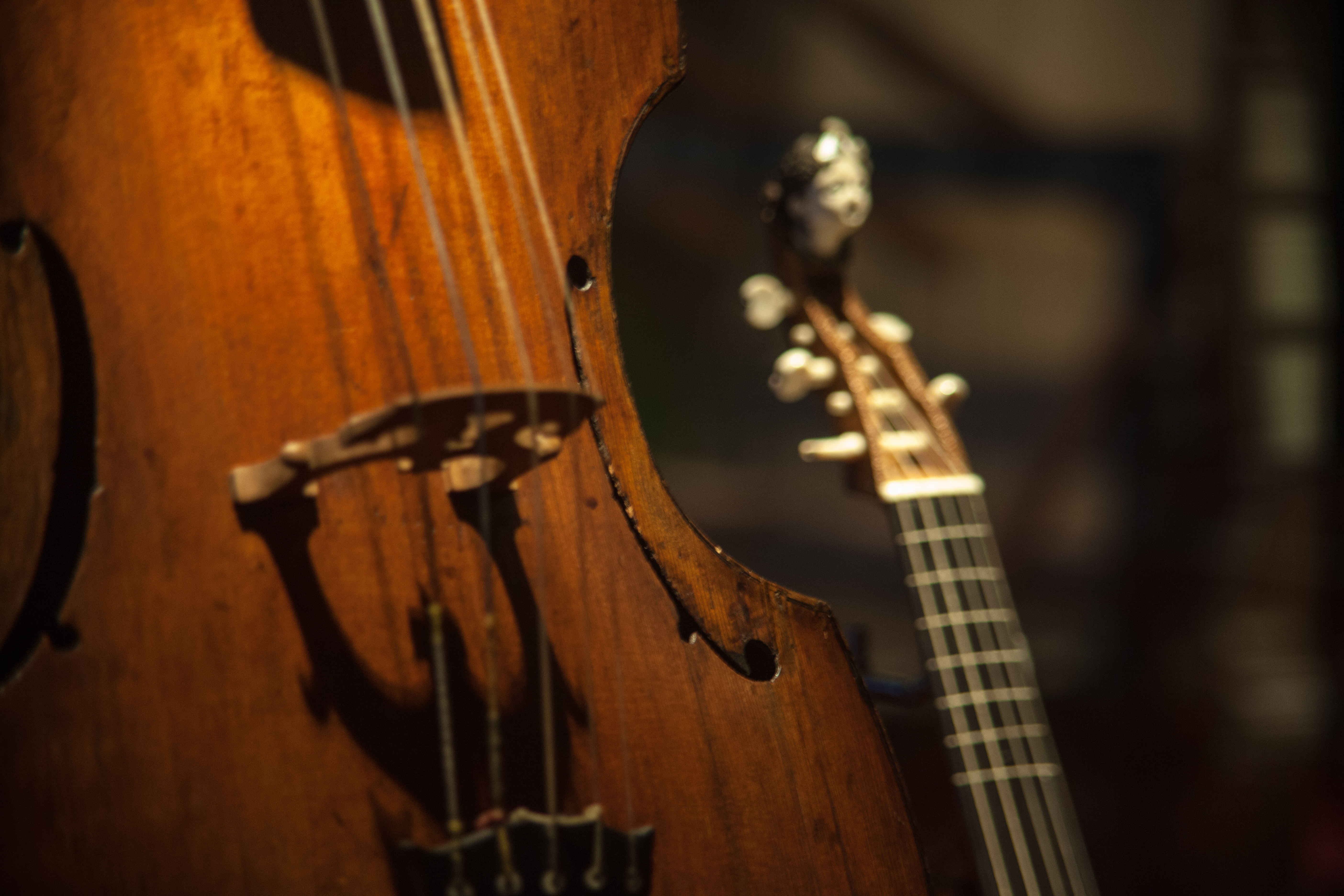
Eine Bassgambe von 1694 aus der Werkstatt von Joachim Tielke

- Der deutsche Instrumentenbauer Joachim Tielke, ein bedeutender Lauten- und Violenmacher, stellt eine Viola d’arc baixa her.

## Geboren
- 11. Mai: Hieronymus Florentinus Quehl, deutscher Komponist und Organist († 1739)
- 16. Mai: Johann Michael Zink, deutscher Maler und Musiker († 1765)
- 04. Juli: Louis-Claude Daquin, französischer Komponist († 1772)
- 05. August: Leonardo Leo, italienischer Komponist († 1744)
- 13. Oktober: Pierre Chédeville, französischer Musette-Virtuose († 1725)
- 26. Oktober: Johan Helmich Roman, schwedischer Komponist († 1758)
- 23. November: Georg Litzel, protestantischer Pastor, Kirchenliedforscher und Sprachgelehrter († 1761)
- 29. November: Leopold, Fürst von Anhalt-Köthen, Förderer von Johann Sebastian Bach († 1728)
- 08. Dezember: Lorenz Sichart, deutscher Komponist und Organist († 1771)
- 28. Dezember: Česlav Vaňura, böhmischer Komponist und Priester der Minoriten († 1736)

## Gestorben

### Todesdatum gesichert
- 19. Januar: Benjamin Ludwig Ramhaufski, österreichischer Organist und Komponist (* um 1631)
- 11. März: Jean-Nicolas Geoffroy, französischer Cembalist, Organist und Komponist (* 1633)
- 18. März: Johann Jacob Prinner, österreichischer Komponist, Organist und Musiktheoretiker (* 1624)
- 09. April: Angelo Berardi, italienischer Musiktheoretiker und Komponist (* um 1636)
- 15. Mai: Jacob Beutel, Kreuzkantor von 1654 bis 1694 (* 1624)
- 17. Mai: Johann Michael Bach, deutscher Komponist (* 1648)

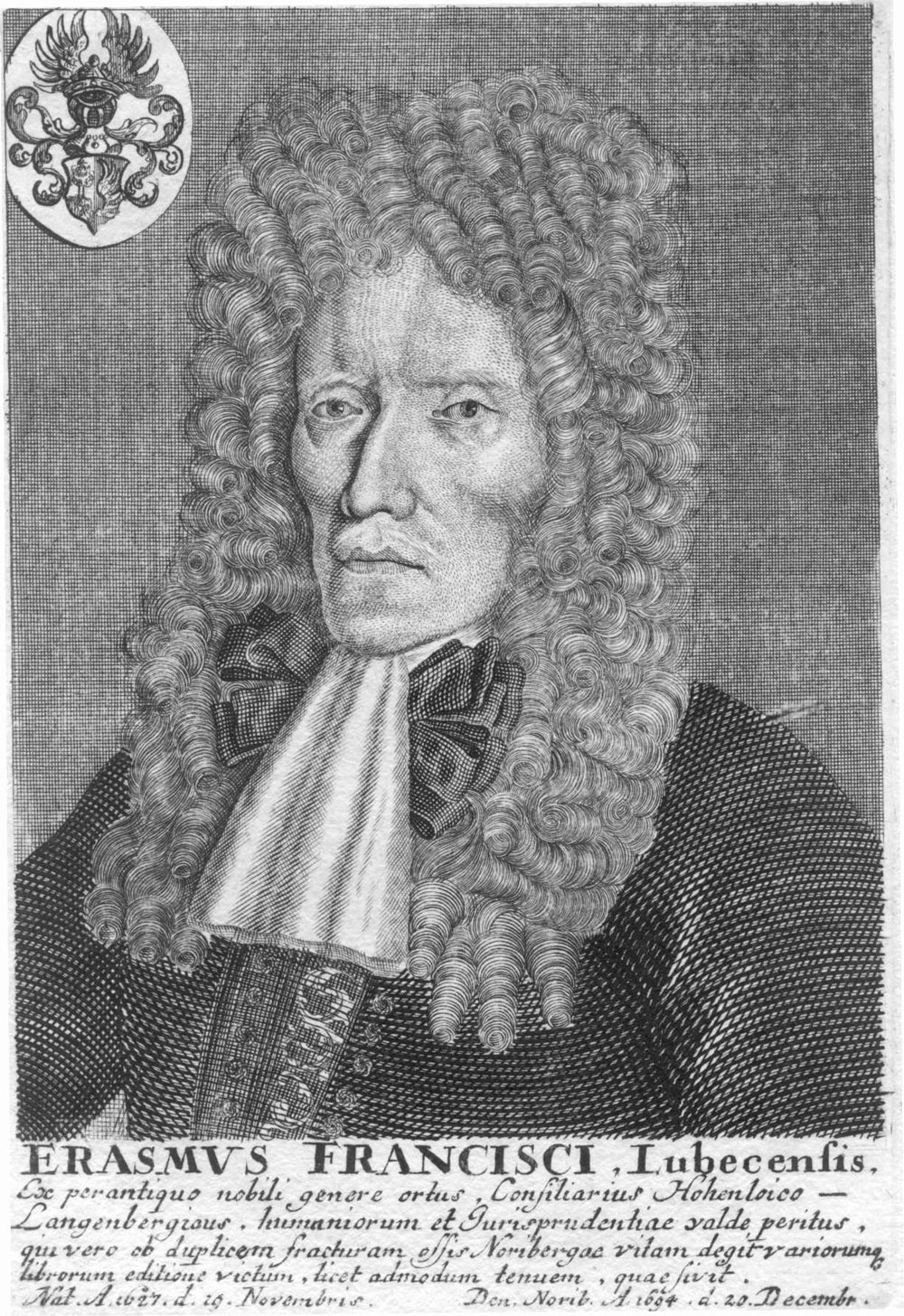
Erasmus Francisci; † 20. Dezember

- 05. Juli: Sebastian Achamer, österreichischer Orgelbauer (* 1623)
- 06. Juli: Francesco Beretta, italienischer Organist, Komponist und Kapellmeister (* um 1640)
- 27. September: Giuseppe Colombi, italienischer Violinist und Komponist (* 1635)
- 12. Oktober: Delphin Strungk, norddeutscher Organist und Komponist (* 1601)
- 13. Oktober: Johann Christoph Pezel, deutscher Stadtpfeifer und Komponist (* 1639)
- 20. Dezember: Erasmus Francisci, deutscher Polyhistor, Autor und Kirchenlieddichter (* 1627)

### Genaues Todesdatum unbekannt
- Pierre Menault, französischer Komponist und Kapellmeister (* 1642)
- Johann Vest, deutscher Orgelbauer (* um 1630)
- Friedrich von Westhoff, deutscher Rittmeister, Lautenist und Posaunist (* 1611)